# 国民民主党 (エジプト)
国民民主党（こくみんみんしゅとう、アラビア語: الحزب الوطنى الديمقراطى, ラテン文字転写: al-Hizbal-Watani al-Demuqrati、英語: National Democratic Party, 略称：NDP）は、1978年から2011年まで存在したエジプトの政党。ホスニー・ムバーラク政権の与党であり、エジプト社会のあらゆる立場を内包する包括政党で事実上の独裁政党であった。マスメディアにもその支配力は及んだ。

## 歴史
- 1976年 – アラブ社会主義連合の中道派が政策集団（「アラブ社会主義エジプト」）を形成。
- 1978年 – アンワル・アッ＝サーダート大統領、国民民主党の創設を宣言し、党首に就任。アラブ社会主義エジプトのメンバーの大半が国民民主党に移籍。
- 1981年 – サーダート党首が暗殺（英語版）される。これに伴い、ムバーラクが党首に就任。
- 1989年 – 社会主義インターナショナル加盟
- 2011年 – エジプトにおける民主化運動により、2月にムバーラク大統領の次男ガマールをはじめとする党幹部を更迭[4]。多くの党員が離党して、「新エジプト青年党」を結成した[5]。4月16日には行政裁判所より解散命令が下され資産も没収されることになった[6]。
- 2012年10月 – 旧国民民主党の元議員77名と事務局メンバーによって、後継政党である「国民代表連合」が結成された。
- 2014年7月14日 – カイロ行政裁判所は、元国民民主党議員の選挙への立候補を禁止する判決を覆した[7]。

## イデオロギー及び政策綱領
- アラブ社会主義
- 政策は国民の福祉、宗教的価値・伝統・慣習との協調、イスラーム法尊重、民主化・国民の参加、経済・社会・政治的発展。
- 中道左派・社会民主主義政党の国際組織である社会主義インターナショナルに加盟していた（2011年の反政府デモにおける武力行使が問題視され、会員資格を停止[8]）。

## 党首
- アンワル・アッ＝サーダート (1978-1981)
- ホスニー・ムバーラク (1981-2011)
- アフマド・シャフィーク (2011)

## 機関紙
- Mayo
- Islamic Liwa